# La Calabaza
La Calabaza es una casería española de la parroquia de Anes, perteneciente al municipio de Siero, en la comunidad autónoma de Asturias.

## Toponimia
El lugar puede encontrarse referido como La Calabaza y Calabaza.

## Historia
Hacia mediados del siglo XIX, era referido como un lugar ya por entonces perteneciente a la parroquia de Anes, en el municipio de Siero. Aparece descrito en el quinto volumen del Diccionario geográfico-estadístico-histórico de España y sus posesiones de Ultramar de Pascual Madoz con las siguientes palabras:

CALABAZA: l. en la prov. de Oviedo, ayunt. de Siero y felig. de San Martin de Anés (V.)
(Madoz, 1846, p. 236)

En 2023, la entidad singular de población de La Calabaza tenía empadronados 86 habitantes, todos ellos en el núcleo de población de ese nombre.